# Sofia d'Odorico
Sofia d'Odorico, född 6 januari 1997, är en italiensk volleybollspelare (spiker) som spelar för AGIL Volley och italienska landslaget.
D'Odorico började spela på seniornivå i Volleyrò Casal de' Pazzi i serie B1. Till säsongen 2013-14 gick hon med i Club Italia (en klubb kopplad till italienska volleybollförbundet) i samma division. Hon fortsatte spela med laget tills hon inför säsongen 2016-17 gick över till AGIL Volley i serie A1. Redan under säsongen gick hon över till Pallavolo Mondovì. Under de kommande åren spelade hon med ett nytt lag varje säsong. Under 2017-2018 spelade hon med Olimpia Teodora, 2018-2019 med Zambelli Orvieto och 2019-20 med Trentino Rosa. Med Trentino Rosa vann hon serie A2 och återvände därigenom säsongen 2020-21 till serie A1. Säsongen 2021-22 spelade hon åter med AGIL Volley medan hon 2022-203 spelade med Megavolley. Sedan 2023 spelar hon med Pallavolo Pinerolo.
Hon har spelat med flera ungdomslandslag sedan hon 2013 debuterade med U18-laget. Med U18-laget vann hon silvermedaljen vid EM 2014 och med U-20 laget tog hon brons vid VM. Hon gjorde debut i seniorlandslaget 2021, med vilket hon vann europamästerskapet i volleyboll för damer 2021.